# Molophilus prolatus
Molophilus prolatus är en tvåvingeart som beskrevs av Alexander 1961. Molophilus prolatus ingår i släktet Molophilus och familjen småharkrankar. Inga underarter finns listade i Catalogue of Life.